# Комиксово списание
Комиксовото списание (наричано и само комикс или детско списание) е списание, което съдържа комикси под формата на история.
Комиксите са организирани в отделни панели, като самостоятелни сцени и често са съпровождани от диалог (речеви балони). Въпреки името си комиксовите списания не са задължително смешни; повечето съвременни списания представят истории от различни жанрове.